# Zbiegostwo chłopów

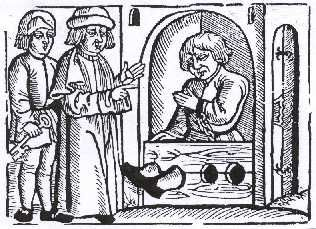
Chłop zakuty w dyby, XVI wiek

Zbiegostwo chłopów – ucieczki chłopów z majątków ziemskich do miast, do innych majątków czy też poza granice kraju, jako forma obrony przed uciskiem w okresie feudalizmu.

## Historia
Zbiegostwo chłopów występowało na ziemiach polskich od XII wieku aż do upadku I Rzeczypospolitej w XVIII wieku. Aby zapobiec częstym przypadkom ucieczek chłopów z dóbr kościelnych administratorom tychże dóbr nakazywano ludzkie traktowanie pracujących poddanych. Najczęściej chłopi uciekali do dóbr królewskich lub poza granice kraju, do Prus, na Litwę lub Ruś (między innymi na Zaporoże). W XVI wieku zbiegostwo stało się zjawiskiem powszechnym, któremu nie zdołały zapobiec żadne ustawy. Ucieczki chłopów na ziemie wschodnie Rzeczypospolitej ograniczył dopiero na początku XVII wieku rozwój i na tych terenach systemu folwarczno-pańszczyźnianego. Gdy zbiegostwo przestało radykalnie poprawiać dolę chłopów, coraz częściej zaczęły wybuchać powstania chłopskie.
Zdarzały się przypadki zbiegostwa dotyczące całych wsi (tereny Rumunii), wynikające z ucisku feudalnego oraz samowoli i nadużyć feudałów oraz przedstawicieli administracji. Terenem zbiegostwa chłopów, głównie pochodzenia słowiańskiego (zwanych później kurucami) było pogranicze między Górnymi Węgrami a Wołoszczyzną. Zbiegostwo było formą obrony i walki chłopów ze wzrostem ucisku ze strony feudałów. Feudałowie zabezpieczali się przed zbiegostwem, zawierając między sobą układy o wydawaniu uciekinierów, wprowadzając specjalną procedurę sądową. Stosowali też środki ekonomiczne – zamianę pańszczyzny na czynsz, oraz przyznawali chłopom tak zwane prawa zakupne. Państwo Jagiellonów zawarło z państwem Zakonu Krzyżackiego umowę o wzajemnym wydawaniu sobie zbiegłych chłopów. 
W XV wieku podjęto prawne próby ograniczenia zbiegostwa chłopów. W 1420 roku wprowadzono kary 15 grzywien wobec osób ukrywających zbiegłych chłopów. W 1454 roku zabroniono feudałom świeckim i duchownym, dzierżawcom królewszczyzn, a także mieszczanom przyjmowania chłopów, którzy zbiegli. Za ucieczki karano. Wypalano piętno na czole, podcinano ścięgna, stosowano odpowiedzialność zbiorową. Piotr Skarga wspomina nawet o karaniu chłopów śmiercią. Były to jednak przypadki sporadyczne, bowiem feudał karząc zbiega śmiercią pozbawiał się darmowych rąk do pracy w posiadanym przez siebie majątku ziemskim. 
Do połowy XVI wieku rosyjscy chłopi nie byli przywiązani do ziemi. W drugiej połowie wspomnianego wieku nastąpił jednak wzrost ucisku wobec chłopów, co spowodowało, że w poszukiwaniu lepszych warunków do życia chłopi uciekali na południe Rosji. Na początku XVII wieku zbiegli chłopi doprowadzili do rozrostu społeczności przygranicznej, w tym społeczności kozackiej. W 1707 roku zbiegostwo chłopów stało się w Rosji jedną z przyczyn wybuchu powstania Buławina.
W dobie reform oświeceniowych w Monarchii Habsburgów (w skład której od 1772 roku wchodziła również Galicja) zbiegostwu chłopów starano się zapobiec edyktami wydanymi w 1772, 1777 i 1784 roku. Grożono w nich surowymi karami (łącznie z karą śmierci) za zbiegostwo oraz podżeganie do niego. Jeden z punktów polskiej Ustawy Rządowej z 3 maja 1791 r. mówiący: ogłaszamy wolność zupełną dla wszystkich ludzi, tak nowo przybywających jako i tych, którzyby pierwej z kraju oddaliwszy się, teraz do ojczyzny powrócić chcieli; tak dalece, iż każdy człowiek do państw Rzeczypospolitej nowo z którejkolwiek strony przybyły lub powracający, jak tylko stanie nogą na ziemi polskiej, wolnym jest zupełnie użyć przemysłu swego, jak i gdzie chce; wolny jest czynić umowy na osiadłość, robociznę lub czynsze, jak i dopóki się umówi; wolny jest osiadać w mieście lub na wsiach; wolny jest mieszkać w Polsce lub do kraju, do którego zechce, powrócić, uczyniwszy zadość obowiązkom, które dobrowolnie na siebie przyjął, wywołał oburzenie Katarzyny II. Carowa obawiała się, że ucieknie do Polski większa część chłopów z Białej Rusi, a resztę by u mnie bałamucili. 
Tematykę zbiegostwa chłopów i wyludniania się wsi polskich poruszano w literaturze polskiej XIX wieku. Problem ten poruszył także Teodor Tomasz Jeż w powieści: Wasyl Hołub.